# Kristín Eiríksdóttir
Pour les articles homonymes, voir Eiríksdottir.
Kristín Eiríksdóttir (née en 1981 à Reykjavik) est une poétesse et auteure islandaise.
Le premier roman d'Eiríksdóttir, Kjötbærinn (Meat Town) a été publié en 2004. Il a été suivi de Húðlit auðnin (Skin-coloured Wasteland) en 2006 et de Annarskonar sæla (A Different Sort of Bliss) en 2008. Ses deux premiers livres étaient un mélange de poésie et de prose, tandis que le troisième était entièrement consacré à la poésie.
Elle a été l'une des lauréates du Bókmenntaverðlaun starfsfólks bókaverslana avec son livre Kok (Cook) en 2014.
Son roman, Elín, ýmislegt (La Matière du chaos), a remporté le prix littéraire islandais et a été présélectionné pour le Grand prix de littérature du Conseil nordique 2019.
Kristín est la fille d'Ingibjargar Haraldsdóttir, écrivaine et traductrice.

## Œuvres
- Kjötbærinn (Meat Town) (2004)  (ISBN 9979774819)
- Húðlit auðnin (Skin-coloured Wasteland) (2006)  (ISBN 9979971584)
- Annarskonar sæla (A Different Sort of Bliss) (2008)  (ISBN 9935110095)
- Doris deyr (Doris Dies) (2010)  (ISBN 9935111407)
- Hvítfeld: Fjölskyldusaga (2012)  (ISBN 9935113094)
- Kok (Cook) (2014)  (ISBN 9935114597)
- Elín, ýmislegt (A Fist or a Heart) (2017)  (ISBN 9789935118189) La matière du chaos, Noir sur Blanc, 2022, trad. de Jean-Christophe Salaün.